# AB6IX
Cette page contient des caractères spéciaux ou non latins. S’ils s’affichent mal (▯, ?, etc.), consultez la page d’aide Unicode.
AB6IX (hangeul : 에이비식스, prononcé en anglais comme « A B Six ») est un boys band sud-coréen de K-pop, originaire de Séoul. Il est formé par Brand New Music en 2019. Le groupe est originellement composé de cinq membres : Lim Young-min, Jeon Woong, Kim Dong-hyun, Park Woo-jin et Lee Dae-hwi. Néanmoins, le membre Lim Young-min quitte le groupe le 8 juin 2020.
AB6IX débute le 22 mai 2019, avec leur premier EP intitulé B Complete.

## Nom
Le nom du groupe AB6IX vient de l'expression Absolute Six, signifiant que le groupe entier des BRANDNEWBOYS (nom utilisé pour les décrire avant leurs débuts), achèvera la perfection absolue quand les cinq membres et leurs fans sont réunis. Leur nom est également une abréviation de Above BrandNew Six, ce qui reflète l'espoir que les cinq membres et leurs fans vont ouvrir de nouveaux horizons pour Brand New Music.
Le nom du fanclub du groupe est nommé ABNEW.

## Histoire

### Origines
Lim Young-min, Kim Dong-hyun, Park Woo-jin et Lee Dae-hwi participent en 2017 à l'émission de télé-réalité musicale Produce 101, diffusée sur Mnet. Dae-hwi et Woo-jin ont respectivement fini à la 3e et 6e place, devenant les membres du boys band temporaire Wanna One. Young-min et Dong-hyun finissent respectivement à la 15e et 28e place. Young-min et Dong-hyun débutent en tant que duo, nommé MXM, en 2017. MXM, ainsi que d'autres participants de Produce 101, Jeong Se-woon et Lee Gwang-hyun, forment le groupe projet YDPP, créé par la Starship et la Brand New Music.
Jeon Woong s'était précédemment entraîné sous la JYP, la Woollim, et également chez YG Entertainment. Lors de ses pré-débuts, il apparait dans le clip de la chanson As Long As You’re Not Crazy de Infinite H, mais aussi dans la série musicale de Mnet Stray Kids, en tant que trainee (chanteur en formation) dans les épisodes réunissant les groupes de la JYP contre les groupes de la YG. Woong est formé pendant quatre ans sous la Brand New Music, et est également danseur pour MXM durant leurs débuts.

### B:Completeet6ixense(2019–2022)

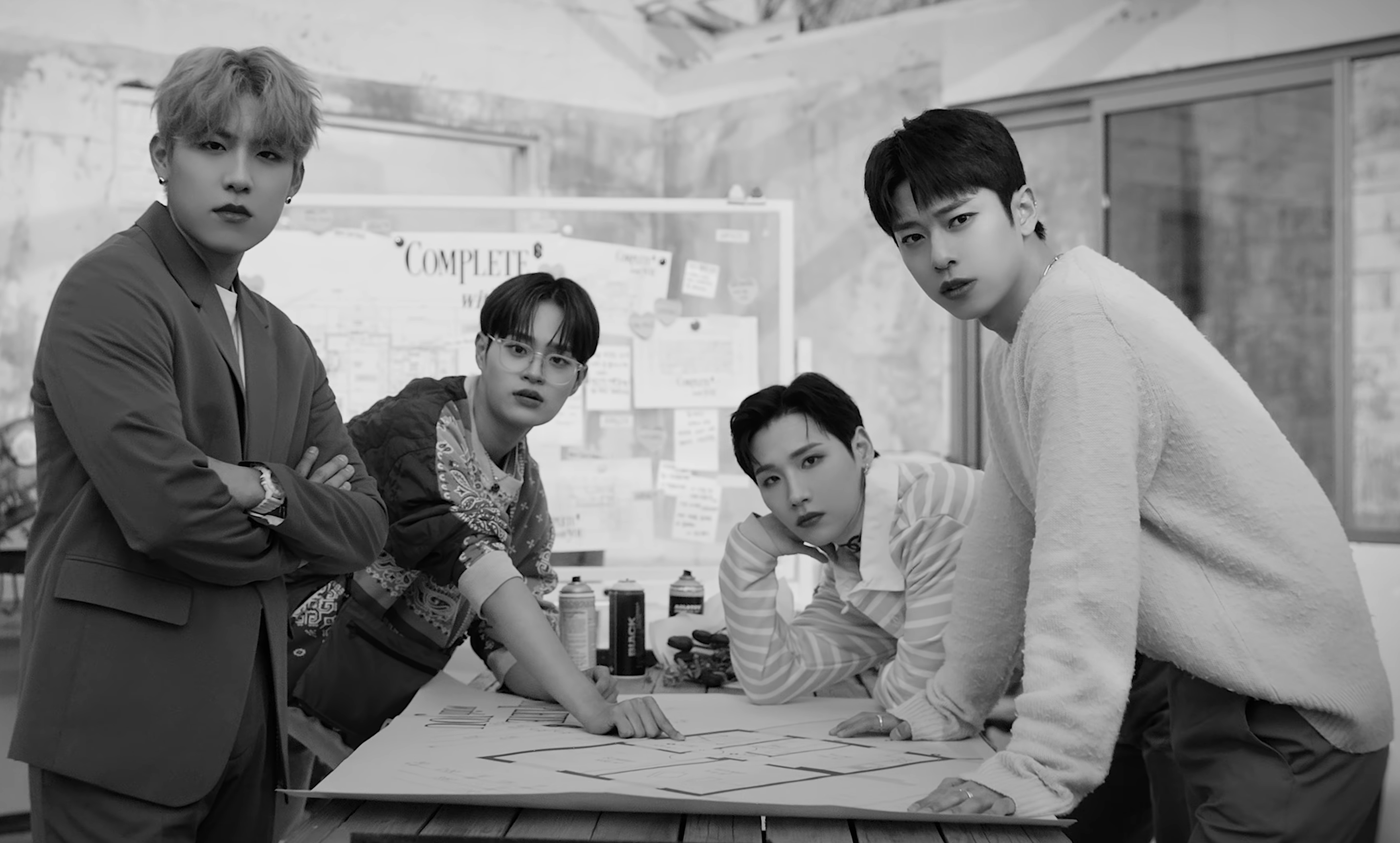
AB6IX en 2022.

L'émission de télévision présentant les débuts du groupe, nommé BrandNewBoys, débute le 18 avril 2019 sur Mnet. L'émission suit l'histoire des cinq membres, pendant qu'ils se préparent pour leurs débuts, et inclut également des extraits de leur vie quotidienne en tant que trainee. Le 26 avril 2019, AB6IX révèle un clip version danse de la chanson Hollywood, regroupant les cinq membres du groupe. Lee Dae-hwi participe à l'écriture du single et Park Woo-jn à la chorégraphie de la chanson, qu'ils ont interprété durant l'émission Produce 101. Cette version de la chanson inclut pour la première fois le cinquième membre de AB6IX, Jeon Woong. AB6IX débute le 22 mai 2019 avec l'EP B:Complete. Ils réalisent leur première représentation sur scène le même jour à l'Olympic Hall de Séoul. Le 24 septembre 2019, AB6IX révèle un remix de Truth Hurts, chanson de l'artiste américaine Lizzo. Le 7 octobre 2019, AB6IX sort son premier album studio intitulé 6ixense.
AB6IX poursuit sa carrière en révélant un EP numérique intitulé 5NALLY le 13 février 2020. L'EP contient cinq pistes solo, une pour chaque membre. Le 7 février 2020, il est annoncé que la partie européenne de leur tournée mondiale 6IXENSE est annulée en raison de la pandémie de Covid-19. Le 11 mars 2020, leur agence annonce que la partie américaine de la tournée est également annulée.

### SérieThe Future Is Ours(depuis 2023)
En mars 2023, Victor Entertainment annonce que AB6IX sortirait son premier single original japonais Fly Away le 10 mai, et annonce également que le single serait joué comme thème de fin de l'anime Fuji TV Fugitive Great Mission, commencé en avril 2023. AB6IX sort leur septième EP The Future is Ours : Lost le 29 mai.
Leur huitième EP The Future Is Ours : Found sort le 22 janvier 2024. L'EP est composé de cinq titres, dont la chanson de pop rock Grab Me sert de premier single. 

## Membres

### Membres actuels
| Nom de naissance (romanisé/coréen) | Date de naissance | Nationalité | Position |
| ---------------------------------- | ----------------- | ----------- | --- |
| Jeon Woong (전웅)                  | 15 octobre 1997   | Sud-coréen  | Chanteur principal, danseur secondaire hyung (le membre le plus agé) |
| Kim Dong-hyun (김동현)             | 17 septembre 1998 | Sud-coréen  | Chanteur secondaire, visuel |
| Park Woo-jin (박우진)              | 2 novembre 1999   | Sud-coréen  | Rappeur principal, danseur principal, chanteur |
| Lee Dae Hwi (이대휘)               | 29 janvier 2001   | Sud-coréen  | Danseur secondaire, chanteur secondaire, rappeur secondaire, centre, visage du groupe, auteur-compositeur-interprète, présentateur de télévision, maknae (le plus jeune) |

### Ancien membre
| Nom de naissance (romanisé/coréen) | Date de naissance | Nationalité  | Position                                                  |
| ---------------------------------- | ----------------- | ------------ | --------------------------------------------------------- |
| Lim Young-min (임영민)             | 25 décembre 1995  | Sud-coréenne | Leader, rappeur secondaire, chanteur, hyung (le plus âgé) |

## Endossements
Les membres du groupe sont les modèles officiels de la marque Acwell.

## Discographie

### Albums studio
| Titres   | Détails | Meilleure position | Ventes                   |
| -------- | --- | ------------------ | ------------------------ |
| 6ixense' | - Sortie : 7 octobre 2019 (Corée du Sud) - Label : Brand New Music - Formats : CD, téléchargement, streaming | - Corée du Sud : 2 | - Corée du Sud : 141 293 |

### EP
| Titres     | Détails                                                                                                   | Meilleure position              | Ventes                   |
| ---------- | --- | ------------------------------- | ------------------------ |
| B:Complete | - Sortie : 22 mai 2019 (Corée du Sud) - Label : Brand New Music - Formats : CD, téléchargement, streaming | - Corée du Sud : 2 - Japon : 10 | - Corée du Sud : 166 791 |

### Singles
| Titres         | Meilleure position           | Albums     |
| -------------- | ---------------------------- | ---------- |
| Breathe (2019) | Gaon : 79 K-Pop Hot 100 : 26 | B:Complete |
| Blind for Love | Gaon : 67 K-Pop Hot 100: —   | 6ixense    |

### Autres chansons
| Titres    | Année | Meilleure position | Albums     |
| --------- | ----- | ------------------ | ---------- |
| Hollywood | 2019  | Gaon : 190         | B:Complete |

### Collaborations
| Titre                           | Année | Album             |
| ------------------------------- | ----- | ----------------- |
| Truth Hurts (Lizzo feat. AB6IX) | 2019  | Single sans album |

## Vidéographie

### Télé-réalité
- 2019 : Brand New Boys (8 épisodes, Mnet)[26]